# アメリカン・エキスプレス・ゴールド・カード
アメリカン・エキスプレス・ゴールド・カード（英語: American Express Gold Card）とは、アメリカ合衆国のクレジットカード会社であるアメリカン・エキスプレス（アメックス）が発行する上級クレジットカード、ゴールドカードの一種。
2024年2月に新規発行を終了し、以降は「アメリカン・エキスプレス・ゴールド・プリファード・カード」が後継カードとして新たに発行された。
ここでは、特に注釈がない限り、日本国内において発行されている円建ての「アメリカン・エキスプレス・ゴールド・カード」について記載する。

## 概要

### 日本初の「ゴールド・カード」
アメリカン・エキスプレスの「ゴールドカード」は、日本において最初のゴールドカードであり、また日本において最初に発行されたアメリカン・エキスプレスのクレジットカードでもある。
元来、アメリカン・エキスプレスは高いブランドイメージを有しており、本カードは下位の「アメリカン・エキスプレス・カード（通称グリーンカード）」よりもステイタスの高いカードとされている。

## カードの特徴
このカードをはじめ、基本的にアメリカン・エキスプレスの日本法人本体が発行元になっているカードは、アメリカで発行されているグリーンカードやゴールドカード等と同様、基本は「チャージカード」と呼ばれるものであり、毎月の利用額を月ごとに全額払う、一括払いのカードである（マンスリークリア）。
そして、このカードが新規発行される際には、他社のクレジットカードのような各個人別の「利用限度額（上限）」ではなく、利用の「目安額」が設けられる仕組みになっている。尚、この目安額は、デスクに電話して確認することが可能。
この「目安額」はあくまでも目安であり、「この金額を超えたら、直ちに利用不可」というような性質のもの（いわゆる「与信上限額」）とは異なる。特に、旅行などで利用する場合は、事前にカードデスクに電話で相談・承認を求めることにより、この「目安額」を一時的に大きく超えても、使用履歴をモニタリングしているため、問題なく利用可能できる場合が多い。その反面、「目安額」以内であっても、購入しようとする商品やその額によっては（特に、換金性の高い商品（例：高額な家電製品、腕時計、宝飾品、新幹線回数券 etc...）など場合にもよるが、アメリカン・エキスプレスが指定する口座への事前入金や、電話での事前承認を求められることもある。
これらは、前述の「チャージカード」と呼ばれるカードの性質であると言え、他社のクレジットカードとの、主に使い勝手の面での大きな違いであると言える。尚、日本においては、入会後半年以上が経過し、所定の手続きを行い審査を通過すれば、アメリカン・エキスプレスが各個人別に定めた枠内において、分割払いやボーナス払い、リボルビング払いなどが可能となる。

## 年会費
年会費は2万9000円（税抜）。1990年頃まで年会費は10万円だったといわれている。
本社のあるアメリカ合衆国では250米ドル、ヨーロッパでは140ユーロとなっており、2010年代までは日本の年会費だけが飛び抜けて高い状況となっていたが、2020年以降に円安が進んだこともあり、2023年現在はアメリカ合衆国のほうが割高になっているが、ヨーロッパと比較すればまだ日本のほうが高い。

## 申込方法・マーケティング
「アメリカン・エキスプレス・ゴールド・カード」は、現在アメリカン・エキスプレス及び日本支社による積極的な広告などのマーケティング活動が行なわれており、各商業施設や空港などでの勧誘ブースの設置や、ネット上での特典付きの入会キャンペーンなどが盛んに行われている。

## このカードの主なサービス
ここでは、このカードに付帯する主なサービスのみ記載する。

### メンバーシップ・トラベル・サービス
専用のゴールド・デスクへの電話1本で、海外・国内の旅行の手配が可能。日本発着の国際線航空券（格安航空券ほか、各種航空券）や、海外ホテルの予約、レンタカー・鉄道の手配、パッケージ・ツアーや国内線航空券・旅館・ホテルの手配を行ってくれる。
予約・購入したチケットや予約確認書類は指定の住所に送付され、専任のトラベル・コンサルタントがカード会員の旅行をサポートする。ただし、日本国内旅行の手配については、別途手数料として1,200円（税抜）が必要。 
海外旅行先での日本語サポートも行ってくれる。また、海外旅行での手荷物無料宅配サービスもあり、海外旅行の際、出発時に自宅から空港まで、帰国時に空港から自宅まで、会員1人につきスーツケース1個、無料で配送可能（対象は、成田国際空港、中部国際空港、関西国際空港、羽田空港国際線のみとなる）。

### 旅行保険
このカードには、最高1億円の旅行保険が利用付帯、このカードで決済しなくても最高5,000万円の旅行保険が自動付帯している。海外旅行の場合、カード会員であれば、カードで支払いをしていない場合でも、自動付帯で一定の範囲内において補償が受けられる。国内旅行の場合は、カードでチケット等を購入した交通機関に搭乗中の事故、予約時に事前にカードで宿泊料金を支払う旨を伝えた宿泊施設での宿泊中の火災・爆発が原因による事故、またはカードで購入したパッケージ・ツアーに参加中の事故で傷害を受けた場合のみ、補償が受けられる。

### ショッピング・プロテクション
国内外でカードで購入したほとんどの商品について、破損・盗難などの損害を購入日から90日間、一人あたり年間最高500万円まで補償。

### キャンセル・プロテクション
急な病気、ケガや出張等で海外旅行に行けなくなった場合に、旅行をキャンセルしたり、チケットを購入済みのコンサートに行けなくなった場合、キャンセル費用などの損害を補償するサービス。尚、同行する予定であった配偶者の分も補償が付属する。一人あたり最高10万円（配偶者は3万円）まで補償。

### メンバーシップ・リワード
カードを利用すると付くポイントサービス。利用代金100円につき、1ポイント換算となる。 

### 空港ラウンジ
国内外の主要な空港ラウンジを、同伴者1名と一緒に無料で利用可能。世界の空港ターミナルビルに設置されている「プライオリティ・パス」を、スタンダードプランながら年間2回まで無料で利用可能。